# 湯澤站
- 關於曾經位於群馬縣之同名臨時車站，請見「草輕電氣鐵道」。
- 關於新潟縣南魚沼郡湯澤町的鐵路車站，請見「越後湯澤站」。

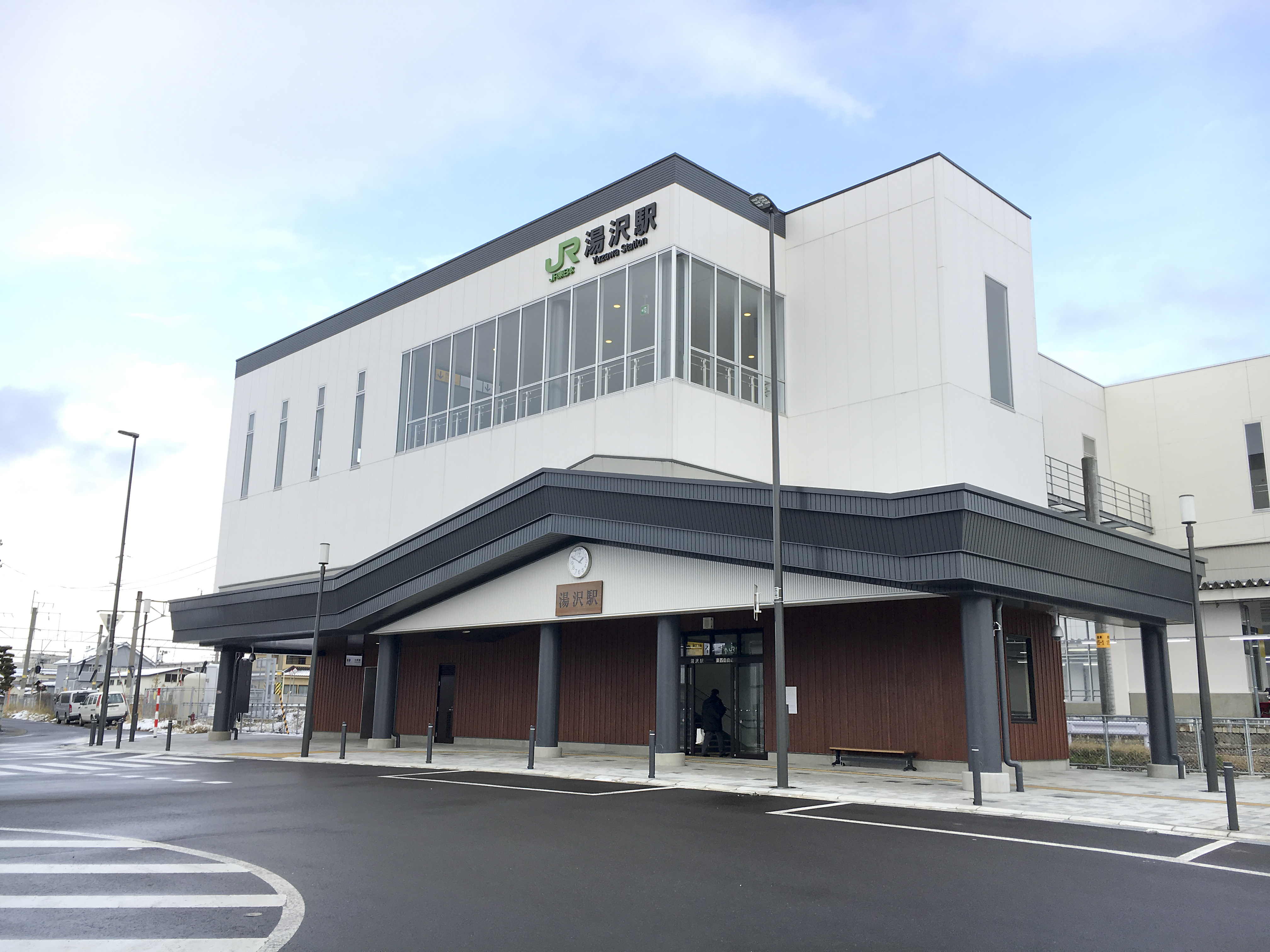
西出口（2016年12月7日）

湯澤站（日语：／ Yuzawa eki */?）是位於秋田縣湯澤市表町二丁目2番10號，東日本旅客鐵道（JR東日本）的奧羽本線車站。

## 歷史
此站是在1905年（明治38年）7月5日，由國鐵奧羽南線院內站延伸至此站而啟用。在啟用當初是奧羽南線（從福島站出發）的終點站。在2個月後，即1905年（明治38年）9月14日，此站至橫手站之間啟用，奧羽本線全線開通。此站由奧羽南線的車站變成為奧羽本線的車站。
在1928年（昭和3年）8月10日，雄勝鐵道從此站至西馬音內站之間開業，成為轉車站。該線在1973年（昭和48年）4月1日廢止。

### 年表
- 1905年（明治38年）
  - 7月5日：官設鐵道（後來成為國鐵）奧羽南線院內站至此站開通，此站啟用。當時車站位於雄勝郡湯澤町（日语：湯沢町 (秋田県)）[1]。
  - 9月14日：此站至橫手站之間開通，福島站至青森站之間全線開通[2]。
- 1909年（明治42年）10月12日 - 制定路線名稱，此站成為奧羽本線車站。
- 1928年（昭和3年）8月10日：雄勝鐵道[注釋 1]此站至西馬音內站之間開業，此站成為了轉乘站。
- 1936年（昭和11年）6月9日：舉行車站大樓落成典禮[新聞 1]。
- 1944年（昭和27年）5月1日：雄勝鐵道改變公司名稱為羽後鐵道。
- 1955年（昭和30年）12月20日：舉行改建貨物存放區和跨線橋落成典禮[新聞 2]。
- 1973年（昭和48年）4月1日：雄勝線廢止。
- 1987年（昭和62年）4月1日：伴隨國鐵分割民營化，車站由東日本旅客鐵道（JR東日本）營運。
- 2004年（平成16年）4月1日：取消輪班工作，在早上和晚上沒有車站職員當值。
- 2006年（平成18年）
  - 3月24日：關閉「綠色窗口」[3]，同日「你好售票機Kaeru君（日语：もしもし券売機Kaeruくん）」開始運作[4]（但是以「綠色窗口」的名義繼續運作）。
  - 11月30日：由JR直營的居酒屋結業。
- 2009年（平成21年）
  - 9月30日：由JR直營的漢堡店結業（橫手店也同日結業）。
  - 10月：2、3號月台上的候車室重建完畢。
- 2012年（平成24年）2月22日：「你好售票機Kaeru君」被指定席售票機取代。
- 2014年（平成26年）
  - 7月25日：舊車站大樓關閉，指定席售票機（-19:30）也停用。
  - 7月26日：隨著進行東西閘外行人通道和跨站式站房工程，臨時車站大樓開始使用[報道 1]。
  - 8月1日：在舊車站大樓撤走後，東西閘外行人通道和跨站式站房開始動工[報道 2]。
- 2015年（平成27年）
  - 10月31日：部分東西閘外行人通道和跨站式站房啟用[報道 3]。
  - 11月28日：東西閘外行人通道和跨站式站房全面啟用[報道 4][新聞 3]。

## 車站構造
車站是一座地面車站（跨站式站房），設有1面1線的單式月台和1面2線的島式月台，共有2面3線的月台。此站曾經有4號月台，該月台為羽後交通雄勝線的月台。
此站是直營車站，在早上和晚間沒有車站職員當值（職員當值時間：6:10～20:30）。在冬季，由於需要配備除雪職員，因此全日都有車站職員當值。此站也是管理車站，負責管理院內站至下湯澤站之間各站。閘口業務由6:30至19:30之間。此站內設有綠色窗口（營業時間：6:20～18:00）、自動售票機（運作時間：6:30～19:30）。在該時段外，需要向車長購買車票。在一人控制（沒有流動檢票員）時，此站會以無人車站作為標準處理。
在候車內設有商店「NewDays KIOSK」（營業時間：7:00～18:45），為同店在東北地方第2間商店。此站可以使用Suica。另外，若購買往仙台、東京方向（經大曲或新庄）的來回JR車票，該乘客可以免費使用「小町停車場」（可容納30架車）。
隨著進行車站大樓重建，站前廣場也進行工程。在舊車站大樓位置，即是現時的東出口外設有的士站、迴旋路和一般車輛停車場，新設的西出口設有小規模的迴旋路，可供一般車輛進行上落客。

### 月台
| 月台 | 路線      | 上下行 | 方向           |
| ---- | --------- | ------ | -------------- |
| 1    | ■奧羽本線 | 上行   | 新庄、山形方向 |
| 2、3 | ■奧羽本線 | 下行   | 大曲、秋田方向 |

參考
※在3號月台可由兩方向進站和往兩方向出發。

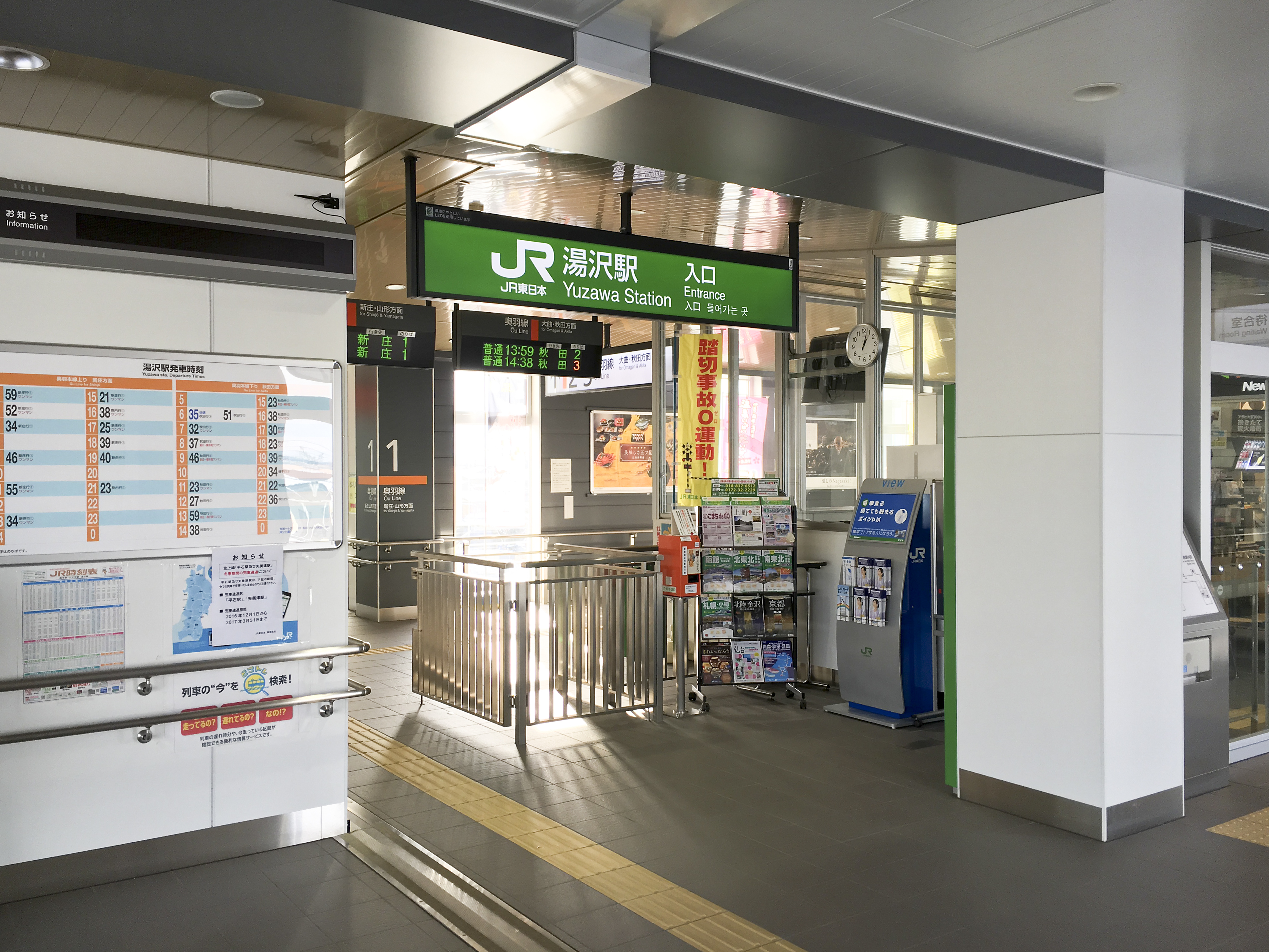
閘口（2016年12月7日）
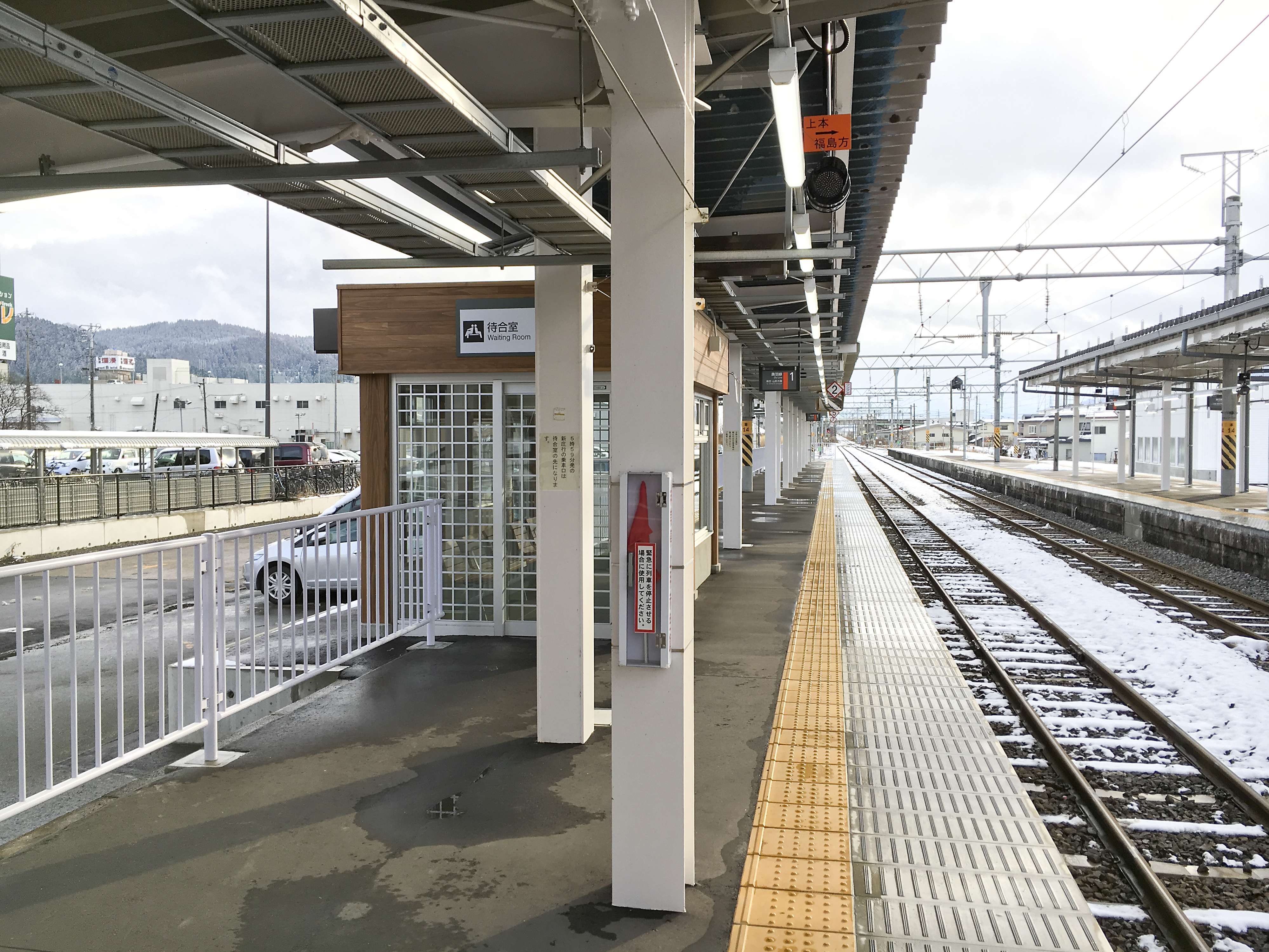
1號月台（2016年12月7日）
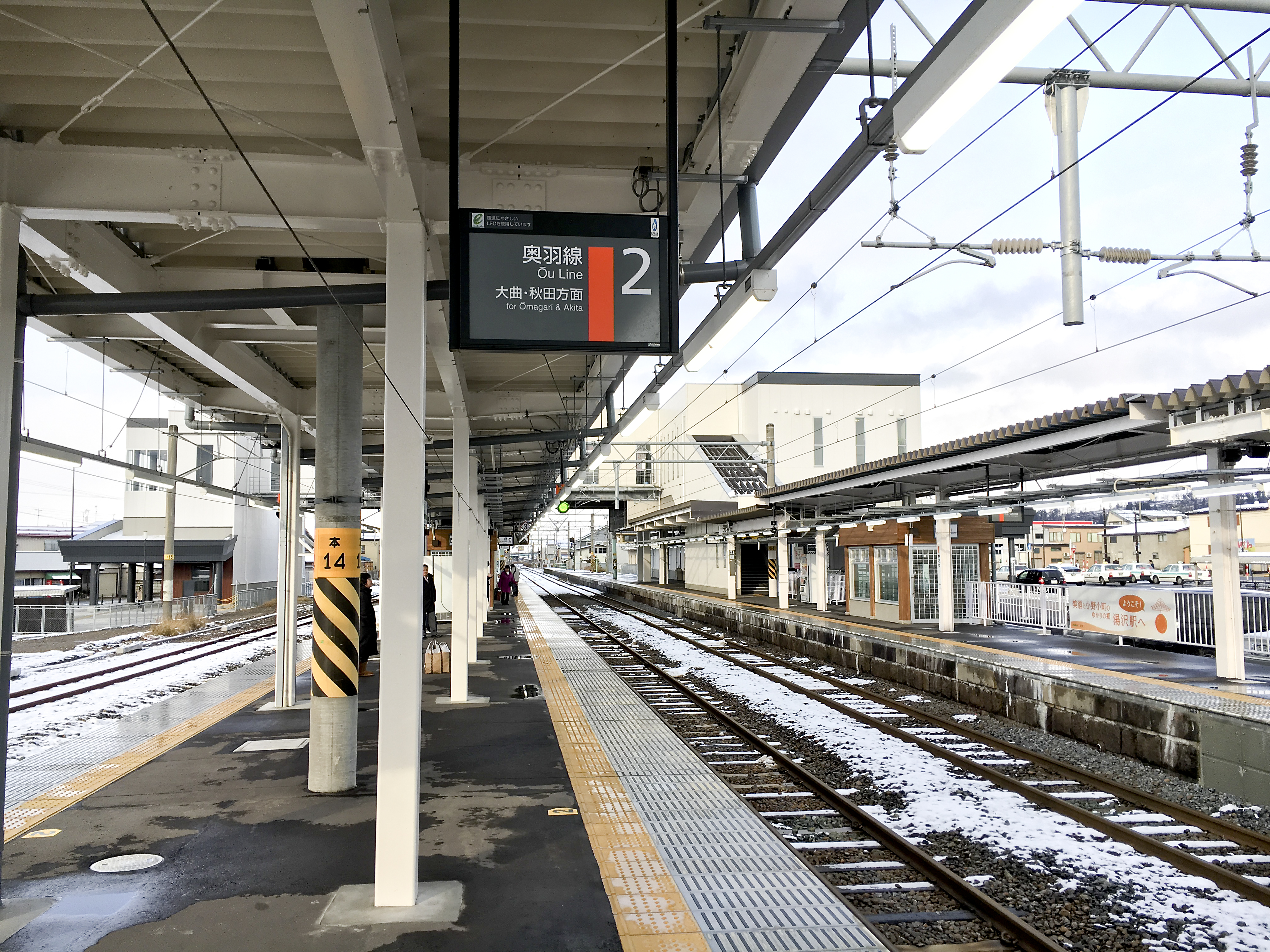
2、3號月台（2016年12月7日）

## 使用狀況
根據「JR東日本」的資料，在2019年度（令和元年度）1日平均乘車人次為602人。
以下列出近年乘車人次變化：
| 年度               | 1日平均 乘車人次 | 參考資料        |
| ------------------ | ---------------- | --------------- |
| 2000年（平成12年） | 1,077            | [ 利用客数 2 ]  |
| 2001年（平成13年） | 1,068            | [ 利用客数 3 ]  |
| 2002年（平成14年） | 1,000            | [ 利用客数 4 ]  |
| 2003年（平成15年） | 960              | [ 利用客数 5 ]  |
| 2004年（平成16年） | 855              | [ 利用客数 6 ]  |
| 2005年（平成17年） | 821              | [ 利用客数 7 ]  |
| 2006年（平成18年） | 790              | [ 利用客数 8 ]  |
| 2007年（平成19年） | 783              | [ 利用客数 9 ]  |
| 2008年（平成20年） | 761              | [ 利用客数 10 ] |
| 2009年（平成21年） | 716              | [ 利用客数 11 ] |
| 2010年（平成22年） | 689              | [ 利用客数 12 ] |
| 2011年（平成23年） | 685              | [ 利用客数 13 ] |
| 2012年（平成24年） | 693              | [ 利用客数 14 ] |
| 2013年（平成25年） | 736              | [ 利用客数 15 ] |
| 2014年（平成26年） | 705              | [ 利用客数 16 ] |
| 2015年（平成27年） | 705              | [ 利用客数 17 ] |
| 2016年（平成28年） | 675              | [ 利用客数 18 ] |
| 2017年（平成29年） | 652              | [ 利用客数 19 ] |
| 2018年（平成30年） | 631              | [ 利用客数 20 ] |
| 2019年（令和元年） | 602              | [ 利用客数 1 ]  |

## 車站周邊
此站周邊是湯澤、雄勝區域的商業地段。但是現時車站周邊的發展開始衰退。Sun Road、柳町（曾經有大丈百貨店）等商店街都已經結業和規律縮小。於站前繁榮的象徴商店吉之島在2005年2月結業。現時只有由當地的超級市場和Bifure繼續營業。
現時的商業設施集中地均位於國道398號（湯澤交匯處周邊），在此站較遠處的郊外地區開設了一些大型商店，例如AEON湯澤購物中心。在國道13號上還有一些商店。
另外，湯澤市計劃在2020年度至2030年度之間，把湯澤市管理的公共設施集合在一起，計劃建設一個綜合設施。
另外，此站距離市政廳和公園等公共設施大約10至15分鐘步行距離。
- 秋田縣道185號湯澤停車場線（日语：秋田県道185号湯沢停車場線）
- 國道13號
- 湯澤郵局（日语：湯沢郵便局）
- 藥王堂（日语：薬王堂）湯澤田町店
- Bifure湯澤店
- 秋田縣湯澤警署（日语：湯沢警察署）
- FM Yutopia（日语：エフエムゆーとぴあ）（社區電台廣播，位於Sun Road商店街內）
- 米利（日语：コメリ）秋田湯澤店
- 湯澤市政廳（在2014年建設了新廳舍）
- 中央公園
- 湯澤城（日语：湯沢城）址
- 秋田銀行湯澤分店
- 北都銀行（日语：北都銀行）湯澤分店
- 羽後信用金庫（日语：羽後信用金庫）湯澤分店

## 巴士路線
所有路線均由羽後交通營運。在車站附近設有「湯澤站前」和「湯澤站前角」（從車站步行2分鐘至國道13號上）兩個巴士站，不同路線停靠不同的巴士站。另外，在國道13號南邊步行10分鐘即可到達湯澤營業所，該處有包括中距離巴士路線等，大部分巴士都在該處出發。
- 高速巴士
  - 仙台線「綠線號（日语：グリーンライナー号）」（湯澤站前角）…與JR巴士東北聯營。在湯澤為起點的班次，每日兩公司各有1班。
  - 湯澤 - 秋田線（日语：湯沢 - 秋田線）（湯澤站前角）…與秋田中央交通（日语：秋田中央交通）聯營。每日羽後交通設有3班，秋田中央交通設有2班。
- 一般巴士路線
  - 小安（日语：小安峡温泉）線
  - 橫手、湯澤線
  - 西馬音內線等

## 其他
- 此站曾經是臥鋪特急與特急的停車站，為一個主要車站。現時市內沿線自治體都有請求希望山形新幹線延伸至此地區。
- 在自動售票機「你好售票機Kaeru君」導入後，此站的綠色窗口。當時湯澤市長鈴木俊夫向JR東日本表示「湯澤站正邁向成為無人車站」，並要求不要結束綠色窗口。結果，「綠色窗口」的名稱與空間仍然存在，但是沒有真正有職員的窗口。
- 由於晚間沒有車站職員當值，因此造成安全問題，當地居民成立了自衛隊，在深夜時段於車站協助學生。
- 此站是週末通票（前稱：六、日車票）使用範圍的最北車站，為秋田縣內唯一可購買該票的車站。

## 相鄰車站
東日本旅客鐵道（JR東日本）
■奧羽本線
□快速（只有早上下行1班）
湯澤→十文字
■普通
上湯澤－湯澤－下湯澤

## 注腳

##### 發表資料
1. ↑   (PDF) (新闻稿). 東日本旅客鉄道秋田支社. 2014-07-09  [2014-07-16]. （原始内容 (PDF)存档于2020-05-17） （日语）.
2. ↑   (PDF) (新闻稿). 東日本旅客鉄道秋田支社. 2014-07-29  [2020-05-17]. （原始内容 (PDF)存档于2020-05-17） （日语）.
3. ↑   (PDF) (新闻稿). 東日本旅客鉄道秋田支社. 2015-10-16  [2015-10-19]. （原始内容 (PDF)存档于2020-05-17） （日语）.
4. ↑   (PDF) (新闻稿). 東日本旅客鉄道秋田支社. 2015-11-26  [2015-11-28]. （原始内容 (PDF)存档于2020-05-17） （日语）.
5. ↑   (PDF) (新闻稿). 東日本旅客鉄道秋田支社、JR東日本リテールネット. 2015-10-16  [2015-11-01]. （原始内容 (PDF)存档于2020-05-17） （日语）.

##### 新聞
1. ↑  讀賣新聞昭和11年6月9日秋田讀賣
2. ↑  讀賣新聞昭和30年12月20日秋田讀賣
3. ↑  . 交通新聞 (交通新聞社). 2015-12-07: 3 （日语）.
4. ↑  . 秋田魁新報. 2020-05-21  [2020-09-16]. （原始内容存档于2020-09-15） （日语）.

### 使用狀況
1. 1 2  . 東日本旅客鉄道.   [2020-07-13]. （原始内容存档于2020-07-10） （日语）.
2. ↑  . 東日本旅客鉄道.   [2019-02-18]. （原始内容存档于2019-03-27） （日语）.
3. ↑  . 東日本旅客鉄道.   [2019-02-18]. （原始内容存档于2019-03-27） （日语）.
4. ↑  . 東日本旅客鉄道.   [2019-02-18]. （原始内容存档于2019-03-27） （日语）.
5. ↑  . 東日本旅客鉄道.   [2019-02-18]. （原始内容存档于2019-03-27） （日语）.
6. ↑  . 東日本旅客鉄道.   [2019-02-18]. （原始内容存档于2019-03-27） （日语）.
7. ↑  . 東日本旅客鉄道.   [2019-02-18]. （原始内容存档于2019-03-27） （日语）.
8. ↑  . 東日本旅客鉄道.   [2019-02-18]. （原始内容存档于2019-03-27） （日语）.
9. ↑  . 東日本旅客鉄道.   [2019-02-18]. （原始内容存档于2019-04-02） （日语）.
10. ↑  . 東日本旅客鉄道.   [2019-02-18]. （原始内容存档于2019-02-22） （日语）.
11. ↑  . 東日本旅客鉄道.   [2019-02-18]. （原始内容存档于2019-04-02） （日语）.
12. ↑  . 東日本旅客鉄道.   [2019-02-18]. （原始内容存档于2019-04-02） （日语）.
13. ↑  . 東日本旅客鉄道.   [2019-02-18]. （原始内容存档于2019-03-27） （日语）.
14. ↑  . 東日本旅客鉄道.   [2019-02-18]. （原始内容存档于2019-03-27） （日语）.
15. ↑  . 東日本旅客鉄道.   [2019-02-18]. （原始内容存档于2016-04-04） （日语）.
16. ↑  . 東日本旅客鉄道.   [2019-02-18]. （原始内容存档于2019-03-27） （日语）.
17. ↑  . 東日本旅客鉄道.   [2019-02-18]. （原始内容存档于2019-03-23） （日语）.
18. ↑  . 東日本旅客鉄道.   [2019-02-18]. （原始内容存档于2019-03-27） （日语）.
19. ↑  . 東日本旅客鉄道.   [2019-02-18]. （原始内容存档于2019-03-25） （日语）.
20. ↑  . 東日本旅客鉄道.   [2019-07-16]. （原始内容存档于2019-07-05） （日语）.

## 外部連結
- 車站資訊（湯澤）：東日本旅客鐵道（日語）